# Abacetus australasiae
Abacetus australasiae es una especie de escarabajo terrestre de la subfamilia Pterostichinae.  Fue descrita por Maximilien Chaudoir en 1878 y es una especie endémica que se encuentra en Australia. 